# 菲什特奧林匹克體育場
菲什特奧林匹克體育場（俄語：Олимпийский стадион «Фишт»）是一座興建於索契奧林匹克公園的新體育場。體育場名字是由菲什特山而來的。它和奧運村的距離是在步行可到達的範圍。體育場可容納40000人。2014年冬季奧林匹克運動會和2014年冬季帕拉林匹克運動會的開閉幕式都於此舉行。體育場由Buro Happold和Populous設計。最終的設計是在2009年9月公佈。體育場在冬運後成為培訓中心和俄羅斯國家足球隊的主場。菲什特奧林匹克體育場也是2018年世界盃足球賽的主要場館之一。

## 建造
在2013年開幕時，一共花費7.79億美元興建此場館。

## 奧運會之前
2013年10月，俄羅斯中央銀行發行紀念版100盧布，在索契冬奧開幕的百日前。

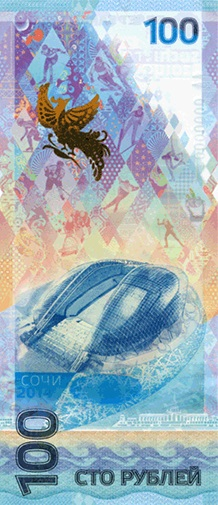
2014年俄羅斯奧運100盧布紙幣

## 奧運之後的使用

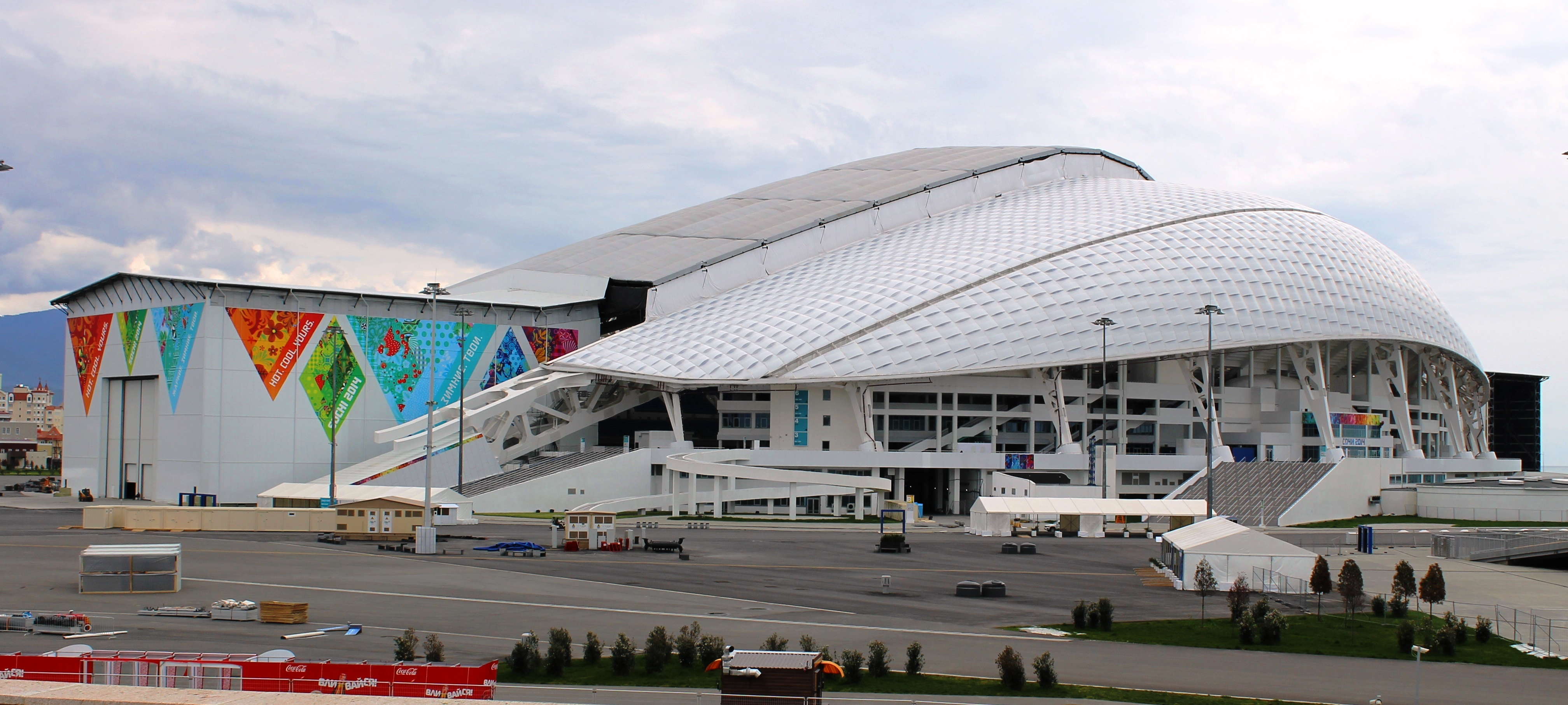
在奧運期間的場地。

菲什特奧林匹克體育場也將是2018年世界盃足球賽的主要場館之一。屆時名為「菲什特體育場」。

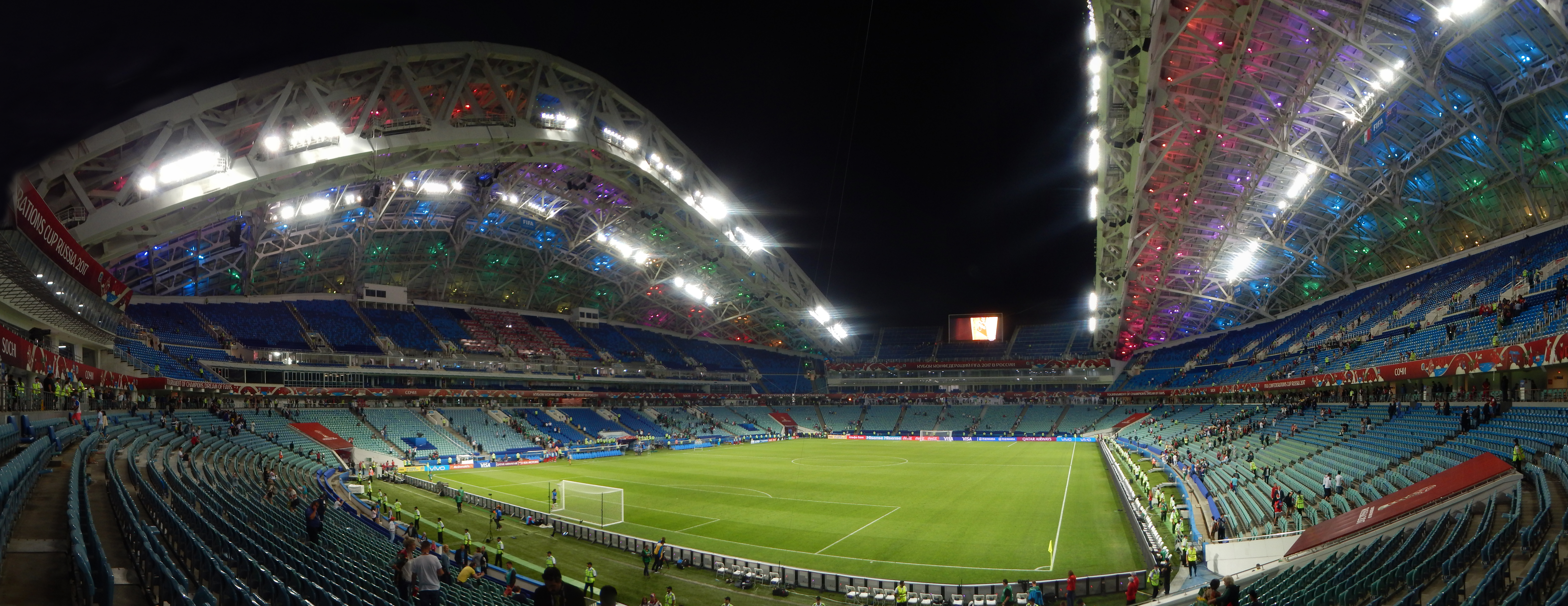
體育場內部的全景。

## 足球比賽

### 2017年洲際國家盃
| 日期          | 時間  | 第一隊伍 | 比數 | 第二隊伍 | 回合   | 觀眾數目 |
| ------------- | ----- | -------- | ---- | -------- | ------ | -------- |
| 2017年6月19日 | 18:00 |          | 2–3  | 德国     | B組    | 28,605   |
| 2017年6月21日 | 21:00 | 墨西哥   | 2–1  | 新西兰   | A組    | 25,133   |
| 2017年6月25日 | 18:00 | 德国     | 3–1  | 喀麦隆   | B組    | 30,230   |
| 2017年6月29日 | 21:00 | 德国     | 4–1  | 墨西哥   | 準決賽 | 37,923   |

### 2018年國際足總世界盃
| 日期          | 時間  | 第一隊伍 | 比數          | 第二隊伍 | 回合     | 觀眾數目 |
| ------------- | ----- | -------- | ------------- | -------- | -------- | -------- |
| 2018年6月15日 | 21:00 | 葡萄牙   | 3–3           | 西班牙   | B組      | 43,866   |
| 2018年6月18日 | 18:00 | 比利时   | 3–0           | 巴拿马   | G組      | 43,257   |
| 2018年6月23日 | 21:00 | 德国     | 2–1           | 瑞典     | F組      | 44,287   |
| 2018年6月26日 | 17:00 |          | 0–2           | 秘魯     | C組      | 44,073   |
| 2018年6月30日 | 21:00 | 乌拉圭   | 2–1           | 葡萄牙   | 十六強   | 44,287   |
| 2018年7月7日  | 21:00 | 俄羅斯   | 2–2 （3–4 p） |          | 半準決賽 | 44,287   |

## 外部連結
- 菲什特奧林匹克體育場建設